# Rubén Darío Hernández
Ruben Darío Hernández Ariza (født 19. februar 1965 i Armenia, Colombia) er en tidligere colombiansk fodboldspiller (angriber).
Hernández spillede, på nær et enkelt år hos MetroStars i den amerikanske Major League Soccer, hele sin karriere i hjemlandet. Her repræsenterede han blandt andet Millionarios fra hovedstaden Bogotá og Medellín-storklubben Atlético Nacional. Med begge disse klubber var han med til at vinde det colombianske mesterskab.
Hernández spillede desuden, mellem 1988 og 1996, 17 kampe for det colombianske landshold, hvori han scorede ét mål. Han repræsenterede sit land ved VM i 1990 i Italien Her spillede han én af colombianernes fire kampe i turneringen, hvor holdet blev slået ud i 1/8-finalen.

## Titler
Categoria Primera A
- 1987 og 1988 med Millonarios
- 1991 med Atlético Nacional